# Teponsaari (ö i Södra Österbotten)
Teponsaari är en ö i Finland. Den ligger i sjön Hirvijärven tekojärvi och i kommunen Lappo i den ekonomiska regionen  Seinäjoki och landskapet Södra Österbotten, i den sydvästra delen av landet, 300 km norr om huvudstaden Helsingfors. Öns area är 5,9 hektar och dess största längd är 450 meter i nord-sydlig riktning.